# Кандела Пенья
Кандела Пенья (ісп. María del Pilar Peña Sánchez, *14 липня 1973) — іспанська акторка.

## Вибіркова фільмографія
- 1994: Лічені дні
- 1996: Селестіна
- 1998: Безсоння
- 1999: Все про мою матір
- 2003: Візьми мої очі
- 2005: Принцеси
- 2017: Шкіра (ісп. Pieles) — Ана

## Нагороди
- Премія Гойя: 2003, 2005, 2013[1]
- Премія Срібні кадри: 2005[2]
- Національна премія кінематографістів Іспанії: 2003, 2005, 2012
- Премія Gaudí: 2013[3]
- Премія EñE: 1999, 2003, 2005

## Факти
Улюблене слово акторки «querer» — хотіти, любити